# 大西裕之
大西 裕之（おおにし ひろゆき、1981年9月2日 - ）は、兵庫県出身の元バスケットボール選手である。ポジションはフォワード。背番号31。195cm、80kg。

## 人物
永山中から国立高校へ進学。3年次には熊本国体で第3位となる。
卒業後は電気通信大学を経て、2004年エクセレンスに入団。クラブ選手権3位に貢献。
2005年にbjリーグが発足され、仙台89ERSよりドラフト2巡目指名を受け入団。
2007 - 08シーズン、日本バスケットボールリーグに新規参入するレラカムイ北海道に移籍。
2008年、アイシンシーホースへ移籍。2012年引退。

## 経歴
- 国立高校 - 電気通信大学 - エクセレンス（2004年） - 仙台89ERS（2005年 - 2007年） - レラカムイ北海道（2007年 - 2008年） - アイシン（2008年 - 2012年）